# 805
805 је била проста година.

## Догађаји
- Википедија:Непознат датум — Владавина династије Абасида у Багдаду.
- Устанак Словена на Пелопонезу - Опсада Патраса: Локална словенска племена са Пелопонеза су опсадила град Патрас, уз помоћ арапске флоте. Византијска војска под Склеросом, војним гувернером (стратегом) из Коринта, је послата и поново заузима град. Заробљени Словени у Патри бивају робови, а црква која је изграђена у част победе. посвећена је Светом Андреју.
- Опсада Канбурга: Франци под Карлом Млађем, сином цара Карла Великог, безуспешно опседају Боеме у близини данашњег града Кадана.
- Крум, владар (кан) бугарског царства, осваја и уништава источни део Аварског каганата.
- 25. фебруар – Цар Дезонг од Танга умире након 25-годишње владавине, у којој фанзхен контролишу војни гувернери или џидуши, који често игноришу царске уредбе. Наследио га је његов син Шунзонг, који постаје владар династије Танг.
- 31. август – Шунзонг издаје едикт да уступи трон свом сину Ксианзонгу (Ли Цун), због болести, узимајући за себе титулу „пензионисаног цара“ (Таисханг Хуанг). Ксиан је суочен са политичким споровима у префектури Зи (Шанси).
- Палатинску капелу у Ахену (савремена Немачка) освештао је папа Лав III.